# Aguilar de Campoo
Aguilar de Campoo is een gemeente in de Spaanse provincie Palencia in de regio Castilië en León met een oppervlakte van 236,54 km². Aguilar de Campoo telt 6.979 inwoners (1 januari 2016).

## Demografische ontwikkeling
Bron: INE, 1857-2011: volkstellingen
Opm.: In 1977 werden de gemeenten Barrio de San Pedro, Corvio, Cozuelos de Ojeda, Nestar, Valdegama, Valoria de Aguilar en Villanueva de Henares aangehecht

## Sport
Aguilar de Campoo is meermaals etappeplaats geweest in de wielerkoersen Ronde van Spanje en Ronde van Castilië en León. Het dorp was één keer aankomstplaats van een etappe in de Ronde van Spanje. Op 29 oktober 2020 won de Duitser Pascal Ackermann er de etappe.